# NGC 3460
NGC 3460 este o galaxie situată în constelația . A fost descoperită în  de către .